# Ruud Pronk
Rudy Pronk (Banyuwangi, 13 juli 1931 - Den Haag, 28 september 2016) was een Nederlandse jazzdrummer.

## Biografie
Na zijn jeugd in Indonesië, waarin hij door zijn oudere broer Rob werd aangemoedigd, die al begin jaren 1940 in een bigband speelde, trad hij met zijn broers/zussen op bij de radio en werd hij samen met hen onderscheiden voor de interpretatie van een jazznummer. In schoolbands speelde hij klarinet, voordat hij wisselde naar de drums. In 1947 verhuisde hij naar Nederland. Zijn broer bracht hem binnen in de wereld van de jazz. Hij speelde in diens Rob Pronks Boptet, dat in 1956 als beste jazzband van Nederland werd onderscheiden. Tijden de daaropvolgende jaren was hij onderweg in België en Duitsland met Bobby Jaspar, René Thomas en Fats Sadi. Er volgden verdere internationale tournees met Ruud Kuyper, Herman Schoonderwalt, Ruud Jacobs en Hein van der Gaag.
Al in 1958 vestigde hij zich in Spanje, waar hij als onderwijzer werkzaam was aan een hogere school. Hij speelde echter verder ook in Midden-Europa en in het trio van Jack van Poll. Hij begeleidde ook Amerikaanse gastsolisten en trad op met de muzikanten Cees Slinger, Chris Hinze, Ack en Jerry van Rooyen, Stéphane Grappelli en Barney Wilen. Ook speelde hij als Nederlandse representant in het door George Gruntz geleide Peter Stuyvesant Jazz Orchestra. Met zijn Dutch Jazz Quartet werkte hij meerdere tournees af door Spanje. Verder nam hij op met Tony Voss en Rob Madna (Jazz behind the Dikes 3), Gary Crosby, Ann Burton, Pim Jacobs en Rita Reys.
Ook als amateurfotograaf had hij meerdere tentoonstellingen in Nederland, Duitsland en Spanje.

## Overlijden
Ruud Pronk overleed in september 2016 op 85-jarige leeftijd.

## Onderscheidingen
In 1956 won hij in Düsseldorf op een internationaal jazzconcours de prijs als beste drummer. Tijdens de Berliner Jazztage in 1963 werd hij geëerd met de solistenprijs.

## Discografie
- 1958: Gary Crosby Big Band, met Ack en Jerry van Rooyen, Bob Cooper, Bud Shank, Attila Zoller, Gary Peacock (Decca Records)
- 1964: Leddy Wessel (Fontana)
- 1965: The International Peter Stuyvesant Jazz Orchestra (Decca Records)
- 1968: Jack van Poll Jackpot (Philips Records)
- 1983: Ferdinand Povel Beboppin' , met Frans Elsen, Bill Overgaauw, Victor Kaihatu (Lime Tree)